# Viseu (Brazilië)
Viseu is een gemeente in de Braziliaanse deelstaat Pará. De gemeente telt 59.735  inwoners (schatting 2017).

## Aangrenzende gemeenten
De gemeente grenst aan Augusto Corrêa, Bragança, Cachoeira do Piriá, Nova Esperança do Piriá, Santa Luzia do Pará, Boa Vista do Gurupi (MA) en Carutapera (MA).